# Ravelo (przedsiębiorstwo)
Ravelo – polskie przedsiębiorstwo należące do grupy kapitałowej PWN z siedzibą w Warszawie. Spółka koordynuje działalność grupy wydawniczej PWN związanej z szeroko pojętą działalnością handlu elektronicznego. Swoją sprzedaż skupia przede wszystkim na książkach i podręcznikach, ebookach, akcesoriach do domu i ogrodu, dekoracjach oraz zabawkach. Siedziba spółki znajduje się w Warszawie przy ul. Gottlieba Daimlera 2.

## Historia i działalność
Sklep internetowy powstał 2002 roku, stworzony przez wydawnictwo Klub dla Ciebie, które prowadziło wysyłkowy klub książki oparty na drukowanym katalogu. Początkowo sklep internetowy oferował swoje usługi pod nazwą KDC.pl, a od 2011 roku jako Weltbild.pl. W 2013 roku firma stała się częścią polskiej grupy wydawniczej PWN, po czym w 2014 roku sklep internetowy Weltbild.pl przemianowano na Ravelo.pl. W ramach spółki Ravelo funkcjonowało kilka marek i serwisów związanych z wydawnictwem PWN, w tym platformy Lideria oraz IBUK.pl.
W 2014 roku prezesem zarządu została Dorota Bachman.
Wyłącznym operatorem logistycznym i głównym dostawcą oferty książkowej była spółka OSDW Azymut z siedzibą w Strykowie.
Sklep zdobył szereg nagród i wyróżnień. W 2010 i 2012 roku został Zwycięzcą Rankingu Zaufane Opinie Ceneo.pl, a w 2011 wyróżnienie w Rankingu Zaufane Opinie Ceneo.pl w kategorii Multimedia. Weltbild Polska dwukrotnie otrzymał Tytuł Firmy Przyjaznej Klientowi, a dzięki konsumentom został uhonorowany wyróżnieniem Dobry Produkt 2011.
W marcu 2020 zamknięta została księgarnia Lideria, następnie w kwietniu 2020 – Ravelo. W maju 2020 właścicielem domeny www.ravelo.pl została firma Wydawnictwo Kobiece Łukasz Kierus.

## Nagrody i wyróżnienia
- Zwycięzca e-Commerce Polska Awards 2015 w kategorii „Innowacja roku” (2015)
- Zwycięzca Rankingu Zaufane Opinie Ceneo.pl (2010, 2012)
- Wyróżnienie w Rankingu Zaufane Opinie Ceneo.pl w kategorii Multimedia (2011)
- Tytuł Firma Przyjazna Klientowi dla Weltbild Polska (2011)
- Tytuł Firma Przyjazna Klientowi dla Weltbild Polska (2012)
- Dobry Produkt 2011 – Wybór Konsumentów (Informacja – „Gazeta Prawna”) (2012)
- Certyfikat Użyteczny Sklep w uznaniu wysokich standardów usability i obsługi klienta (2012)